# Cour Saint-Éloi
La cour Saint-Éloi est une rue située dans le quartier de Picpus du 12e arrondissement de Paris.

## Situation et accès
Cette voie débute 39, rue de Reuilly et se termine 134, boulevard Diderot.
La cour Saint-Éloi est accessible à proximité par les lignes de métro 1 et 8 à la station Reuilly - Diderot.

## Origine du nom
Son nom fait référence à l'église Saint-Éloi alors située à proximité, au numéro 36 de la rue de Reuilly.

## Historique
Précédemment dénommée « cour du Château », cette voie a été renommée « cour Saint-Éloi » par arrêté du 1er février 1877. 
On dit qu'à l'emplacement de l'actuelle cour Saint-Éloi se serait trouvé une maison de campagne de la marquise de Brinvilliers, maison qui serait devenu au XVIIIe siècle une fabrique de chandelles.

## Bâtiments remarquables et lieux de mémoire

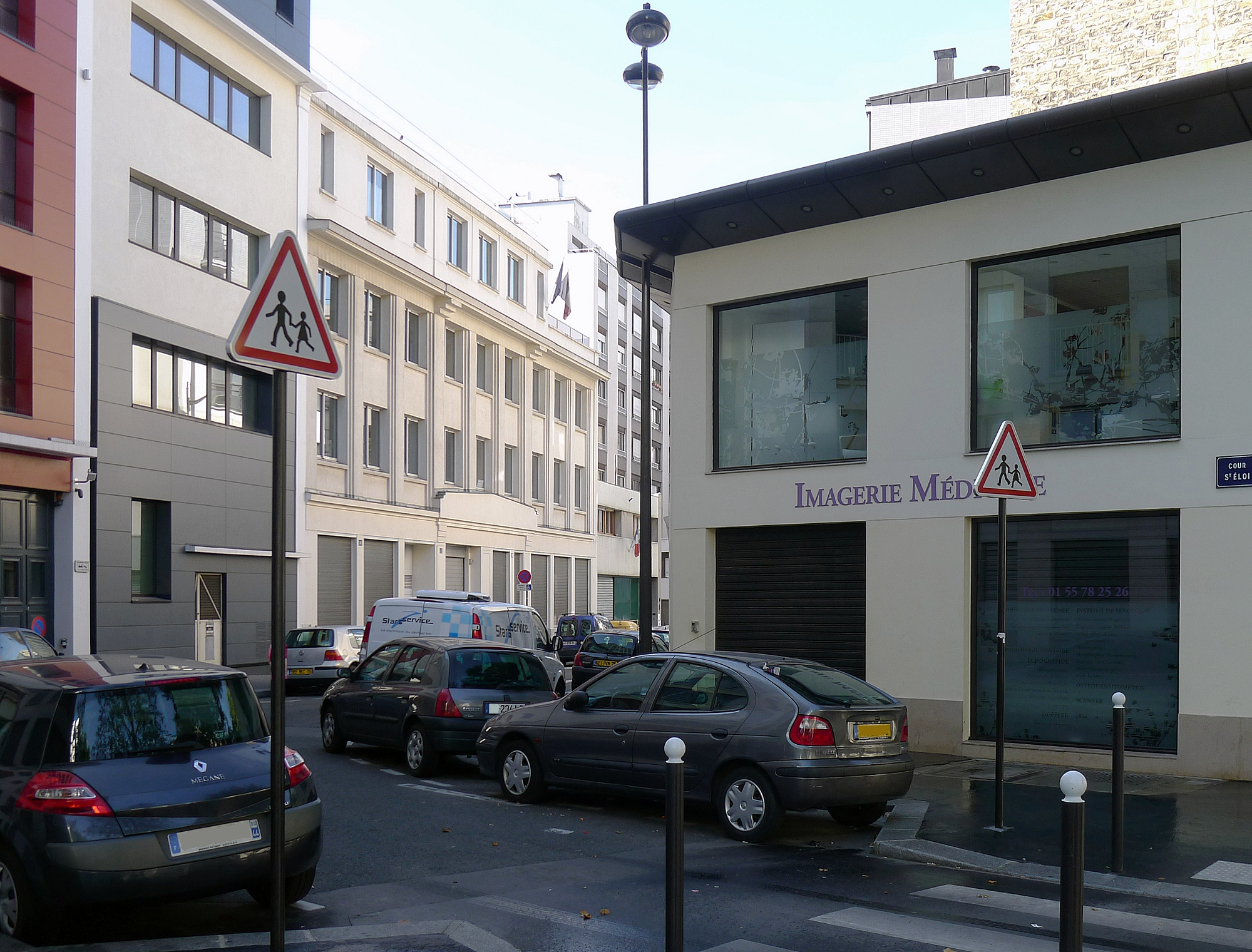
Début de la voie, côté boulevard Diderot.
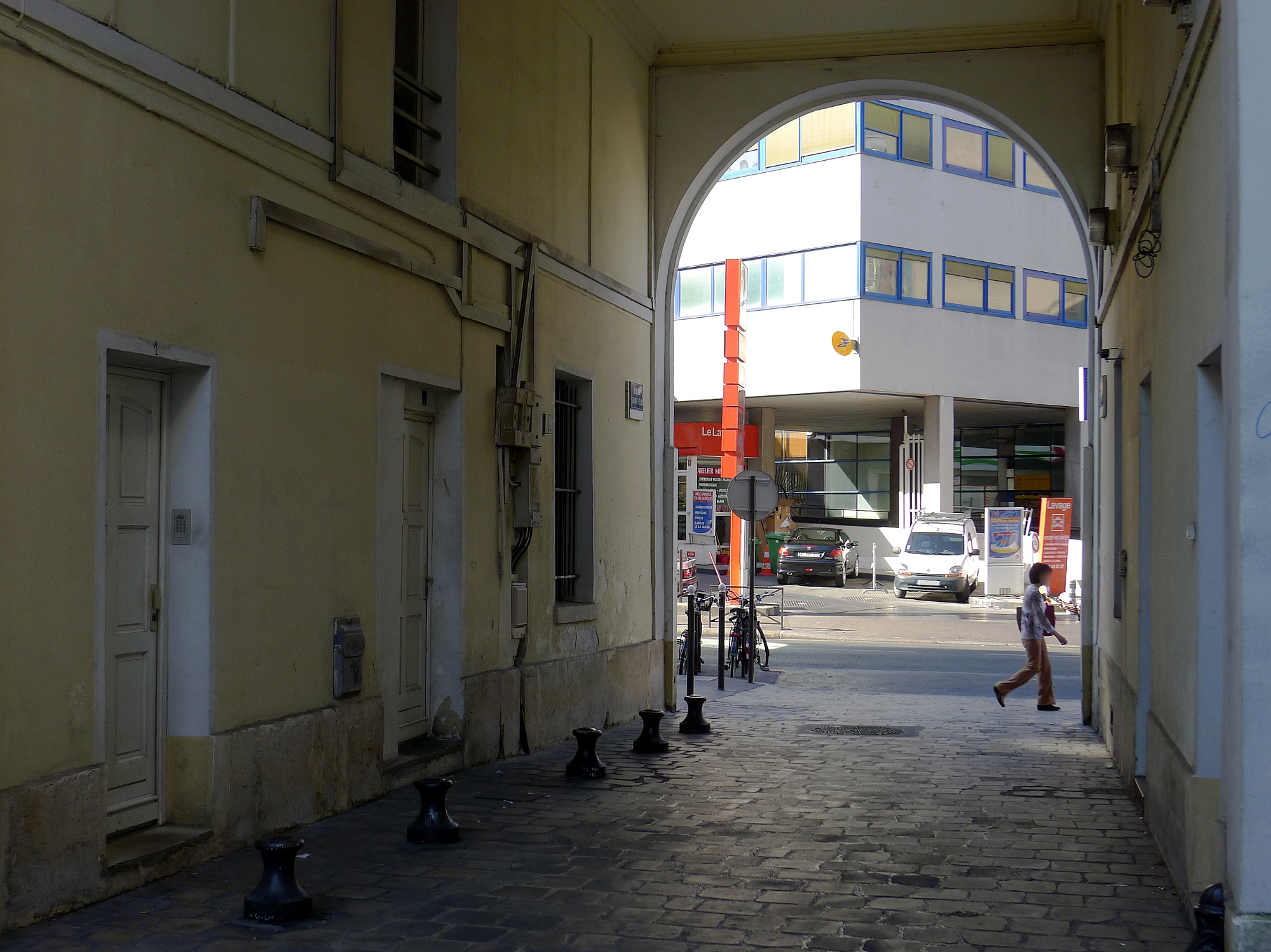
Début de la voie avec la présence d'un porche, côté rue de Reuilly.